# Rok Ovniček
Rok Ovniček (Slovenj Gradec, 29 de enero de 1995) es un jugador de balonmano esloveno que juega de central en el HBC Nantes de la LNH. Es internacional con la selección de balonmano de Eslovenia.
Su primer gran campeonato con la selección fue el Campeonato Europeo de Balonmano Masculino de 2020.

## Palmarés

### Gorenje Velenje
- Liga de balonmano de Eslovenia (1): 2013

### Celje
- Liga de balonmano de Eslovenia (1): 2019

### Nantes
- Copa de la Liga de balonmano (1): 2022
- Trofeo de Campeones (2): 2022, 2024
- Copa de Francia de balonmano (2): 2023, 2024

## Clubes
- Gorenje Velenje (2012-2018)
- RK Celje (2018-2019)
- HBC Nantes (2019- )[3]